# Petite Montagne de Reims
De Petite Montagne de Reims is een grote heuvel in het Massif de St. Thierry ten oosten van Reims. De veel grotere Grande Montagne ligt ten zuiden van de stad. De bodem in de "grote" en "kleine" berg lijkt sterk op elkaar. Het gaat in beide gevallen om zand en grotere silica. Op de top van de heuvel groeien in beide gevallen bossen. De meest verbouwde druif is de pinot noir die als Appellation d'Origine Contrôlée van de Champagne in de gelijknamige wijn, de champagne, wordt verwerkt.